# 1642

## Събития
- Картината на Рембранд „Нощна стража“ е завършена.

## Родени
- Ахмед II, Султан на Османската империя
- 2 януари – Мехмед IV, Султан на Османската империя
- 25 декември – Исак Нютон, английски физик (нов стил 4 януари 1643 г.)

## Починали
- 8 януари – Галилео Галилей, италиански учен
- 3 юли – Мария Медичи, кралица на Франция
- 18 август – Гуидо Рени, италиански художник
- 4 декември – Арман Жан дю Плеси дьо Ришельо, френски политик